# Ministri dell'istruzione, dell'università e della ricerca della Repubblica Italiana
I ministri dell'istruzione, dell'università e della ricerca della Repubblica Italiana si sono avvicendati dal 2001 al 2006 e dal 2008 al 2019, a seguito dell'accorpamento del Ministero dell'istruzione e del Ministero dell'università e della ricerca, creando il Ministero dell'istruzione, dell'università e della ricerca.
I due dicasteri sono stati nuovamente separati tra il 2006 e il 2008 (nel governo Prodi II) e dal 2020 in poi (a partire dal governo Conte II).

## Lista
| Ministro | Ministro       | Ministro                     | Partito                                      | Governo        | Mandato          | Mandato          | Leg.  |
| Ministro | Ministro       | Ministro                     | Partito                                      | Governo        | Inizio           | Fine             | Leg.  |
| --- | -------------- | ---------------------------- | -------------------------------------------- | -------------- | ---------------- | ---------------- | ----- |
| |                | Letizia Moratti (1949)       | Indipendente                                 | Berlusconi II  | 11 giugno 2001   | 23 aprile 2005   | XIV   |
| Berlusconi III                                                                                                  | 23 aprile 2005 | Letizia Moratti (1949)       | Indipendente                                 | 17 maggio 2006 |                  |                  | XIV   |
| Scorporo del dicastero tra Pubblica istruzione e Università e ricerca                                           |                |                              |                                              |                |                  |                  |       |
| Pubblica istruzione                                                                                             |                |                              |                                              |                |                  |                  |       |
| |                | Giuseppe Fioroni (1958)      | La Margherita Partito Democratico            | Prodi II       | 17 maggio 2006   | 8 maggio 2008    | XV    |
| Università e ricerca                                                                                            |                |                              |                                              |                |                  |                  |       |
| |                | Fabio Mussi (1948)           | Democratici di Sinistra Sinistra Democratica | Prodi II       | 17 maggio 2006   | 8 maggio 2008    | XV    |
| Ricostituzione del dicastero (accorpamento dei dicasteri della Pubblica istruzione e dell'Università e ricerca) |                |                              |                                              |                |                  |                  |       |
| |                | Mariastella Gelmini (1973)   | Il Popolo della Libertà                      | Berlusconi IV  | 8 maggio 2008    | 16 novembre 2011 | XVI   |
| |                | Francesco Profumo (1953)     | Indipendente                                 | Monti          | 16 novembre 2011 | 28 aprile 2013   | XVI   |
| |                | Maria Chiara Carrozza (1965) | Partito Democratico                          | Letta          | 28 aprile 2013   | 22 febbraio 2014 | XVII  |
| |                | Stefania Giannini (1960)     | Scelta Civica Partito Democratico            | Renzi          | 22 febbraio 2014 | 12 dicembre 2016 | XVII  |
| |                | Valeria Fedeli (1949)        | Partito Democratico                          | Gentiloni      | 12 dicembre 2016 | 1º giugno 2018   | XVII  |
| |                | Marco Bussetti (1962)        | Indipendente di area LSP                     | Conte I        | 1º giugno 2018   | 5 settembre 2019 | XVIII |
| |                | Lorenzo Fioramonti (1977)    | Movimento 5 Stelle                           | Conte II       | 5 settembre 2019 | 25 dicembre 2019 | XVIII |
| Scorporo del dicastero tra Istruzione e Università e ricerca                                                    |                |                              |                                              |                |                  |                  |       |
| Istruzione |                |                              |                                              |                |                  |                  |       |
| |                | Lucia Azzolina (1982)        | Movimento 5 Stelle                           | Conte II       | 10 gennaio 2020  | 13 febbraio 2021 | XVIII |
| |                | Patrizio Bianchi (1952)      | Indipendente                                 | Draghi         | 13 febbraio 2021 | 21 ottobre 2022  | XVIII |
| |                | Giuseppe Valditara (1961)    | Lega                                         | Meloni         | 22 ottobre 2022  | in carica        | XIX   |
| Università e ricerca                                                                                            |                |                              |                                              |                |                  |                  |       |
| |                | Gaetano Manfredi (1964)      | Indipendente                                 | Conte II       | 10 gennaio 2020  | 13 febbraio 2021 | XVIII |
| |                | Maria Cristina Messa (1961)  | Indipendente                                 | Draghi         | 13 febbraio 2021 | 22 ottobre 2022  | XVIII |
| |                | Anna Maria Bernini (1965)    | Forza Italia                                 | Meloni         | 22 ottobre 2022  | in carica        | XIX   |